# Redington Shores
Redington Shores è un comune degli Stati Uniti d'America, situato nello Stato della Florida, nella contea di Pinellas.